# 函館本線 (山川豊の曲)
『函館本線』は、1981年2月5日に東芝EMI（現・ユニバーサルミュージックジャパン）より発売された山川豊のデビュー・シングル。

## 解説
恋人の元を離れ、当人には何も告げずに北国へひとり帰る女の悲しい心情を綴った曲である。作詞はたきのえいじ、作曲は駒田良昭による。
「函館本線」（当時・国鉄、現・JR北海道）を舞台にした北海道のご当地ソングであり、1番目の歌詞には「石狩平野」が登場しこれ以外の地名は出てこない（函館本線の起点である「函館（市）」の歌詞も出ていない）。アンサーソングである「函館本線 それから」のサビにおいて、札幌、小樽、旭川と歌われている事からも、本曲は函館本線のうち小樽駅〜旭川駅間をモチーフにして作られたものとされる。
この曲のロング・ヒットにより山川は、1981年末の第23回日本レコード大賞・新人賞をはじめ、数多くの新人賞を獲得した。また山川は、シングル発売から22年が経過後した2003年末の「第54回NHK紅白歌合戦」で、紅白では初めて当曲を歌唱披露した。

## 収録曲
1. 函館本線（3分53秒）
作詞：たきのえいじ／作曲：駒田良昭／編曲：前田俊明
2. おまえにきめた（3分30秒）
作詞：小金井一正／作曲：弦哲也／編曲：竜崎孝路